# Майський (Черепвновський район)
Майський (рос. Майский) — селище у Черепановському районі Новосибірської області Російської Федерації.
Входить до складу муніципального утворення Майська сільрада. Населення становить 1072 особи (2010).

## Історія
Згідно із законом від 2 червня 2004 року органом місцевого самоврядування є Майська сільрада.

## Населення
| 2002 | 2007  | 2010  |
| ---- | ----- | ----- |
| 1098 | ↗1161 | ↘1072 |